# U-Bahn-Station Keplerplatz
Keplerplatz is een metrostation in het district Favoriten van de Oostenrijkse hoofdstad Wenen. Het station werd geopend op 25 februari 1978 en wordt bediend door lijn U1. Het station, het plein en de straat zijn genoemd naar de Duitse astronoom Johannes Kepler (1571–1630).  

## Geschiedenis
Op 26 januari 1968 werd besloten om een metronet in Wenen aan te leggen met drie lijnen waarvan de U1 zou lopen tussen Reumannplatz en Praterstern waarvan station Keplerplatz onderdeel zou zijn. De bouw van de lijn begon in 1969 op de Karlsplatz en op 25 februari 1978 ging het eerste deel, waaronder Keplerplatz, open voor de reizigersdienst. Het station werd gebouwd volgens de openbouwput methode in de Favoritenstraße tussen de Raaber-Bahn-Gasse en de Gudrunstraße. 

## Ligging en inrichting
Het station heeft een eilandperron dat toegankelijk is via trappen en roltrappen naar de respectievelijke verdeelhallen. Daarnaast is er een lift in het midden van het perron die bovengronds op het kruispunt Keplergasse/Favoritenstraße ligt. De noordelijke toegang ligt ter hoogte van de Raaber-Bahn-Gasse in de Favoritenstraße. De zuidelijke verdeelhal heeft een toegang naast de Keplerkerk midden op het plein en is met een reizigerstunnel verbonden met de onderdoorgang onder de drukke Gudrunstraße waar ook de haltes van buslijn 14A te vinden zijn.  
Op het plein is een parkje rondom de  in 1872–1876 in neorenaissancestijl opgetrokken Keplerkerk de eerste kerk in de destijds nieuwe wijk. Vlak bij het station liggen ook het stadsdeelkantoor van het 10e district en de markt op de Viktor-Adler-Platz. 

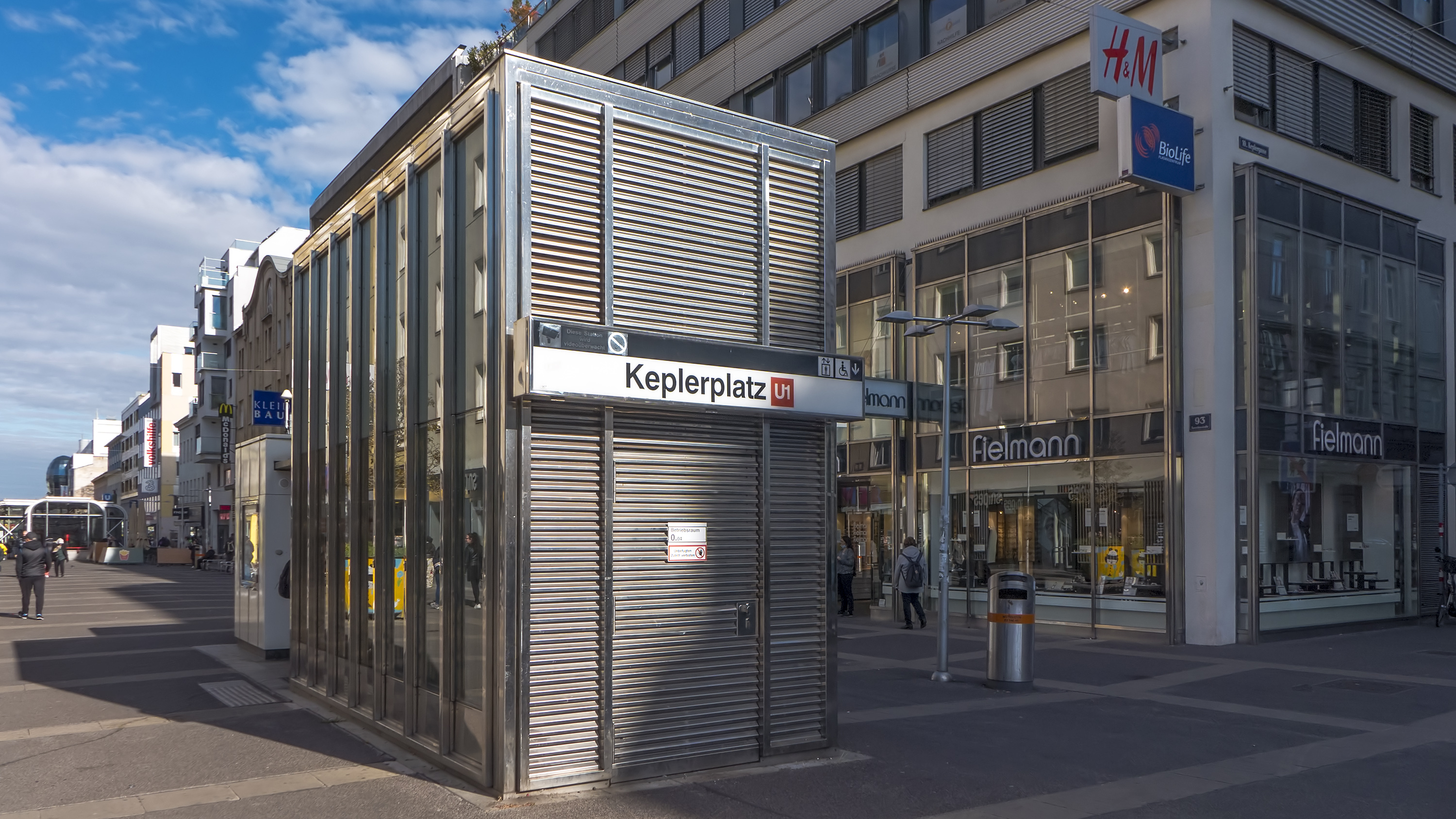
De lift.
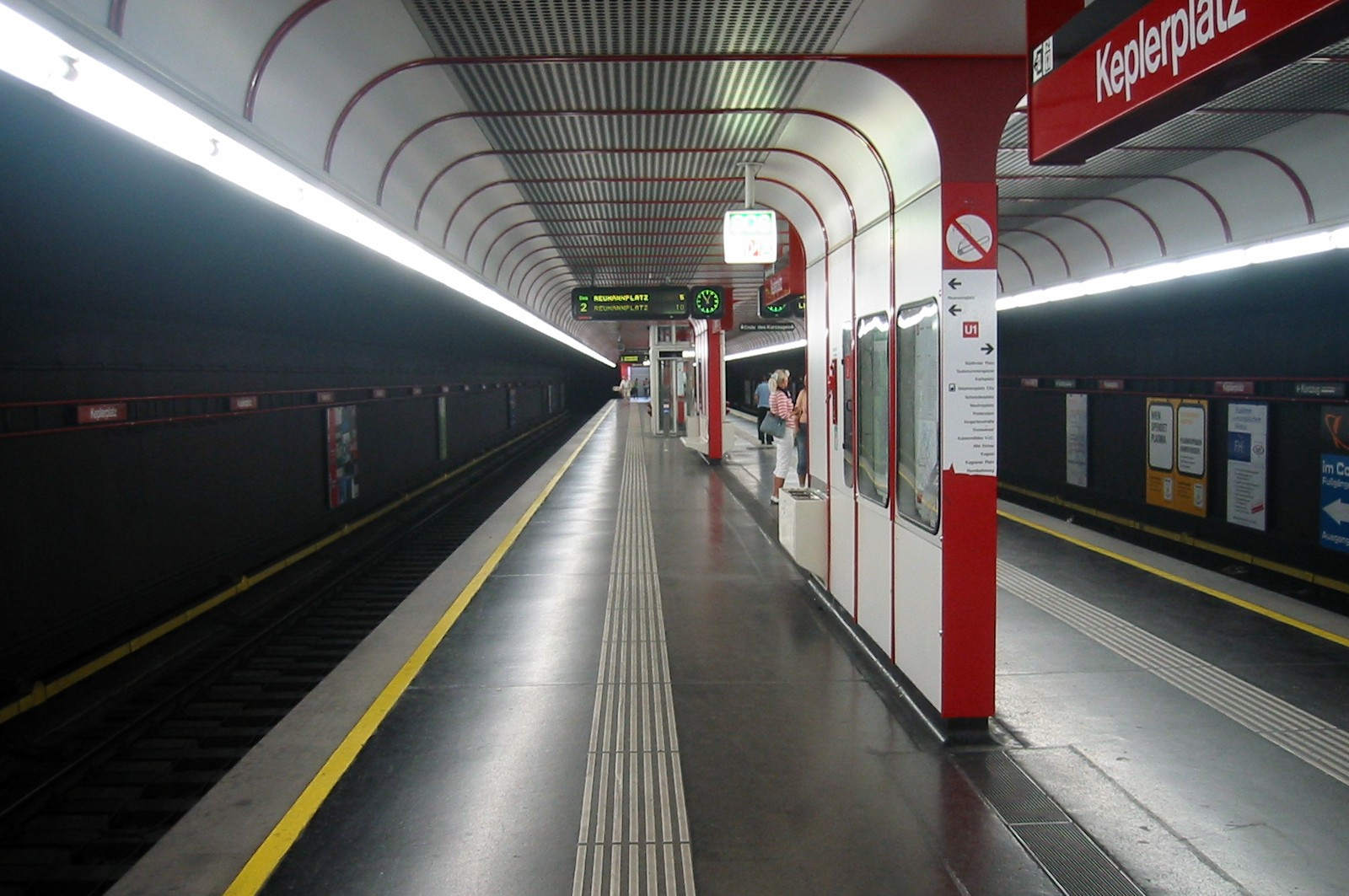
Het perron.
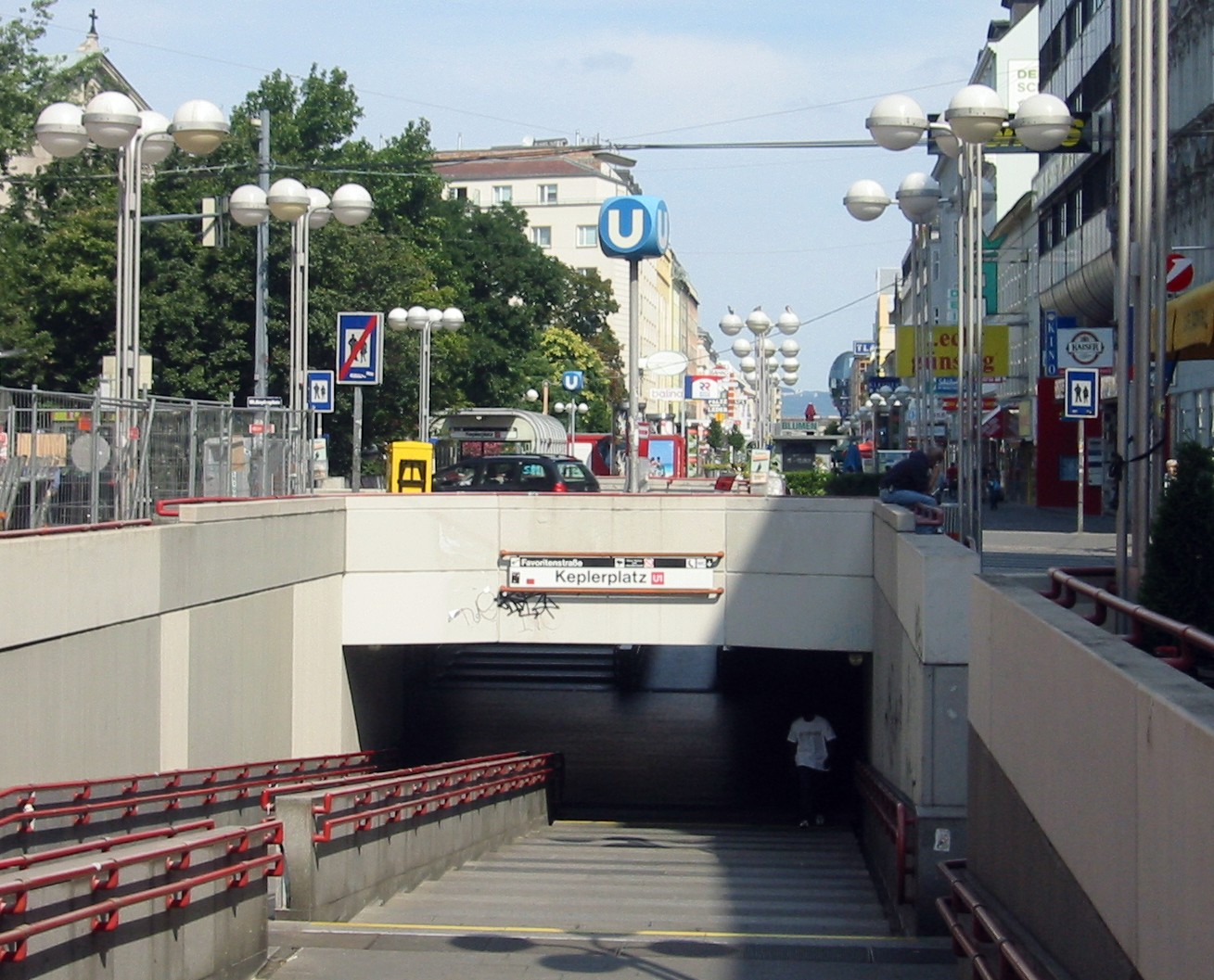
De onderdoorgang gezien uit het zuiden.